# Pretioscopus longicornis
Pretioscopus longicornis är en insektsart som beskrevs av Webb 1983. Pretioscopus longicornis ingår i släktet Pretioscopus och familjen dvärgstritar. Inga underarter finns listade i Catalogue of Life.